# Femme qui écoute
Femme qui écoute (Listening Woman) est un roman policier de Tony Hillerman paru en 1978. C'est le troisième tome de la trilogie Joe Leaphorn, après La Voie de l'ennemi et Là où dansent les morts.

## Résumé
Margaret Cigaret est Femme-qui-écoute, une guérisseuse navajo, très réputée et aveugle de surcroît. Alors qu'elle écoute la Terre qui doit lui dire ce qui rend malade le vieil Hosteen Tso, celui-ci, ainsi que la nièce de Margaret Cigaret, sont tués à proximité.
Quelques mois passent et le FBI ne parvient pas à boucler l'enquête. D'autant que les agents de FBI sèchent sur la mystérieuse disparition dans le secteur de la grande réserve navajo d'un hélicoptère ayant servi dans un hold-up. 
Le lieutenant Joe Leaphorn de la police tribale navajo reprend ces enquêtes, trop heureux de pouvoir échapper à la surveillance fastidieuse d'un grand rassemblement de scouts.

## Particularités du roman
Femme qui écoute se déroule dans région des Four corners aux États-Unis.
Dans la série des romans policiers navajos de Tony Hillerman, ce roman est suivi de la trilogie consacré au jeune policier Jim Chee : Le Peuple des ténèbres, Le Vent sombre et La Voie du fantôme.